# Santa Isabel, Sitalá
Santa Isabel är en ort i Mexiko.   Den ligger i kommunen Sitalá och delstaten Chiapas, i den sydöstra delen av landet, 800 km öster om huvudstaden Mexico City. Santa Isabel ligger 808 meter över havet och antalet invånare är 181.
Terrängen runt Santa Isabel är kuperad åt nordost, men åt sydväst är den bergig. Runt Santa Isabel är det ganska tätbefolkat, med 62 invånare per kvadratkilometer. Närmaste större samhälle är Yajalón, 16,8 km norr om Santa Isabel. I omgivningarna runt Santa Isabel växer i huvudsak städsegrön lövskog.